# Coleophora diogenes
Coleophora diogenes is een vlinder uit de familie kokermotten (Coleophoridae). De wetenschappelijke naam is voor het eerst geldig gepubliceerd in 1970 door Falkovitsh.
De soort komt voor in Europa.